# Heinrich von Geymüller
Heinrich von Geymüller (Vienna, 12 maggio 1839 – 1909) è stato uno storico dell'arte svizzero.

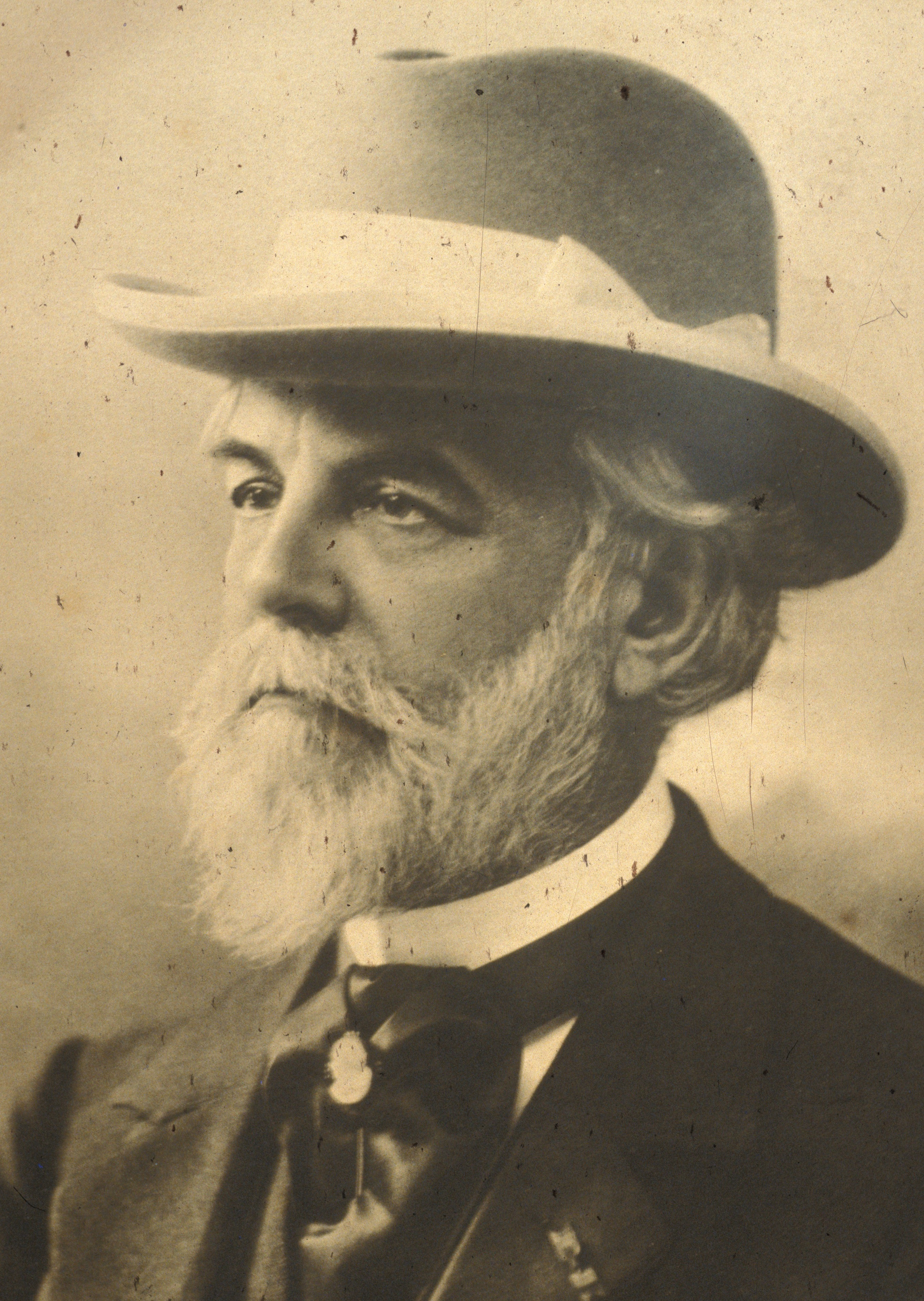
Heinrich von Geymüller

Si fece chiamare, a seconda dei paesi in cui operava, Enrico di Geymüller e Henri (o Henry) de Geymüller, riservando l'uso della forma originale del proprio nome alle sue attività in lingua tedesca.

## Biografia
Nato da famiglia di origini aristocratiche, trascorse la propria infanzia fra Vienna, Brighton e Parigi. Grazie agli studi fatti a Losanna e a Parigi conseguì il titolo di ingegnere. Dal 1860 al 1863 studiò architettura a Berlino e, negli anni seguenti, frequentò corsi di belle arti a Parigi.
I viaggi in Italia gli fecero scoprire il Rinascimento italiano, a partire dai maestri presenti in Vaticano come Bramante e dalle opere di Palazzo Medici a Firenze. Fu lui a scoprire a Firenze, nel 1866, i disegni originali della basilica di San Pietro a Roma. Nel 1868 fu nuovamente in Italia, dove studiò l'opera completa di Bramante in vista del restauro delle sue opere. Lo studio di questo autore costituì per lui il punto di partenza per studi più ampi sul Rinascimento in Toscana e in Francia.
Cominciò la sua attività nel campo del restauro nel 1870, con studi sulla cattedrale di Losanna, il duomo di Milano e la cattedrale di San Pietro a Roma. Nel 1885 divenne corrispondente dell'Académie des Beaux Arts di Parigi. Negli anni seguenti collabora al restauro del castello di Chillon, a quello della cattedrale di Losanna e a quello della chiesa di San Lorenzo a Firenze.
Geymüller fu anche collezionista e appassionato di disegni di architettura, in particolare rinascimentali. Egli fu tra i primi storici dell'arte che, oltre a scoprire e studiare i disegni dei maestri, ne comprese l'importanza come opere a sé, testimoni dell'opera di progettazione dell'autore nel suo farsi. In questo fu aiutato dalla sua formazione tecnica, che lo aiutò nella letture delle piante e nell'analisi delle forme che applicò, oltre che alle opere preparatorie della basilica di San Pietro, anche al Raffaello architetto e a disegni di Leonardo da Vinci. A Geymüller si devono anche l'adozione nel restauro della tecnica della riproduzione in facsimile attraverso l'uso della fotografia e il riconoscimento dell'importanza delle raccolte di disegni presso il Gabinetto Disegni e Stampe della Galleria degli Uffizi di Firenze, a cui vendette nel 1907 parte della sua raccolta personale di disegni.